# Юргинский машиностроительный завод
Общество с ограниченной ответственностью «Юргинский машиностроительный завод» (сокр. ООО «Юргинский машзавод») расположен в городе Юрга Кемеровской области.

## История
В 1938—1942 годах было принято решение создавать в восточных регионах страны предприятия-дублёры наиболее важных промышленных предприятий, чтобы устранить возможные перебои в снабжении некоторыми промышленными изделиями в случае начала военных действий в европейской части СССР. Так Юргинский машиностроительный завод должен был стать дублёром Сталинградского завода «Баррикады».
22 октября 1939 года Государственный комитет при Совете народных комиссаров СССР принял постановление о строительстве машиностроительного завода на территории Юргинского района. В 1940 году был утверждён проект строительства нового завода.
В сентябре 1941 года начался приём трудящихся с машиностроительных заводов страны — Новокраматорского машиностроительного, Ленинградского металлического, заводов «Большевик» и «Арсенал», эвакуированных вместе с оборудованием.
К концу 1942 года в Юрге на строительстве машиностроительного завода были сконцентрированы значительные людские и материальные ресурсы. 6 февраля 1943 года первые пушки, изготовленные на заводе, прошли испытания и сразу же были отправлены на фронт. 6 февраля 1943 года было принято постановление Государственного комитета обороны о первоочередном строительстве завода № 75 с началом выпуска артсистем в IV квартале 1943 года. Он специализировался на крупнокалиберных орудиях (100-мм Б-13, Б-24, Б-34, 122-мм Д-25) и их стволах.
В 1960-е гг. производил корпуса ядерных головных частей 3Н14 для ракет 3Р10 комплекса «Луна» и для противолодочного РК «Вихрь» и пусковые установки СМ-63-I для ЗРК С-75, в 1980-е изготавливал морские артустановки АК-130 и пусковые БЖРК РТ-23УТТХ, а также наземное стартовое оборудование для МТКС «Энергия — Буран».
В сентябре 2020 года Арбитражный суд Кемеровской области признал ООО «Юргинский машиностроительный завод» банкротом.
В 2020 году завод ликвидирован.
В 2021 году сообщалось, что банкротство «Юргинского машиностроительного завода» «обрастает всё новыми масштабными конфликтами», а сам завод «стал площадкой для столкновений подчинённых главы ВЭБ.РФ Игоря Шувалова и гендиректора „Ростеха“ Сергея Чемезова».
В 2024 году возобновление работы завода публично обсуждалось губернатором Кемеровской области, но никакого решения так принято и не было.

## Директора
- Дубасов Н. А.
- Лобанов Василий Васильевич, 1955—1961, Герой Социалистического Труда (1982).
- Евсеев, Василий Дмитриевич, 1961—1968, Герой Социалистического Труда (1966).
- Мокин, Аркадий Михайлович, 1968—1978.
- Гребенников Алексей Антонович, 1978—1987.
- Есаулов Владимир Николаевич, 1987—1997.
- Ефременков Борис Михайлович, 1998—2002.
- Кочетов Виктор Васильевич, 2002—2005.
- Лаврик, Владимир Георгиевич, 2005—2006.
- Александров Игорь Валентинович, 2006—2013.
- Подъяпольский Евгений Васильевич, 2013—2015.
- Самоукин Алексей Анатольевич, март 2015 — март 2017.
- Чапаев Игорь Геннадьевич, апрель—июнь 2017.
- Лазарев Анатолий Анатольевич, с июля 2017 — март 2022.
- Титов Сергей Михайлович, с марта 2022 года.

## Деятельность

Юргинский машзавод

Завод выпускает продукцию в нескольких направлениях:
- выпуск горно-шахтного оборудования;
- металлургической продукции и оборудования
- грузоподъёмной техники и других автотранспортных средств
- сельскохозяйственных, коммунальных машин и оборудования

Предприятие располагает собственной ТЭЦ, большим транспортным парком, современными складскими помещениями, отгрузочными площадками, железнодорожной сортировочной станцией и хорошо развитой инфраструктурой: сетью автомобильных дорог и железнодорожных подъездных путей. На единой промплощадке расположены десятки цехов, представляющих машиностроительный комплекс с полным производственным циклом.
Основными рынками сбыта горно-шахтного оборудования являются Кузнецкий, Печорский, Южно-Якутский, Минусинский угольные бассейны. Основными потребителями данного вида продукции завода выступают «УК „Южный Кузбасс“», «Сибирская угольная энергетическая компания» (СУЭК), «Кузбассуголь», «Распадская угольная компания», «ХК „Кузбассразрезуголь“», «Якутуголь», предприятия компании «Сибуглемет», другие крупнейшие предприятия металлургической и угледобывающей промышленности.
Юрмаш выпускал автокраны, самоходные краны (КС-4361 и другие), навесное оборудование, поставляемое на Урал, в Поволжье, в Сибирь и на Дальний Восток, в Татарстан, страны СНГ и Европы.
В выпускаемой на заводе продукции для металлургической отрасли промышленности (прессовые поковки, раскатные кольца, штамповки, отливки из стали и чугуна, литьё по выплавляемым моделям, стальные центробежные трубы, валки холодного проката, заготовки валов ротора) были заинтересованы крупнейшие предприятия Новосибирска, Томска, Красноярска, Кемерово и других городов России.
На ЮМЗ выпускали погрузчики-экскаваторы.
С 2010 года Юргинский машзавод участвует в изготовлении уникального комплекса на автомобильном шасси для организации быстроразворачиваемых цифровых радиолинейных линий связи, запущена в производство специальная техника для перевозки нефтепродуктов. Для добывающей отрасли разработаны высокопроизводительный проходческий комплекс «Ковчег», новая шахтная пневмоколёсная машина для перевозки людей и грузов.